# Stazione di Budrio
La stazione di Budrio è una delle stazioni ferroviarie più importanti sulla linea Bologna-Portomaggiore. Fu inaugurata nel 1887 ed è oggi gestita da Ferrovie Emilia Romagna (FER).
È una delle due stazioni che servono il paese di Budrio, insieme alla stazione di Budrio Centro.
Fino agli anni 1960, dalla stazione aveva origine la ferrovia Budrio-Massalombarda.

## Strutture e impianti
La stazione presenta un fabbricato viaggiatori con sala d'attesa; i marciapiedi dei binari sono collegati da un sottopassaggio. All'esterno, è disponibile un piazzale con parcheggio.

## Movimento
Il servizio passeggeri è costituito dai treni regionali della linea S2B (Bologna Centrale - Portomaggiore) del servizio ferroviario metropolitano di Bologna.
I treni sono effettuati da Trenitalia Tper nell'ambito del contratto di servizio stipulato con la regione Emilia-Romagna.
A novembre 2013, l'impianto risultava frequentato da un traffico giornaliero medio di 1280 persone.
A novembre 2019, la stazione risultava frequentata da un traffico giornaliero medio di circa 2 068 persone (961 saliti + 1 107 discesi).

## Servizi
La stazione presenta:
- Biglietteria
- Accessibilità per portatori di handicap
- Sottopassaggio pedonale
- Parcheggio di scambio
- Bar
- Servizi igienici